# مرتكه شهاب
مرتكه شهاب وهي قرية تقع في ناحية قوشتبة في قضاء سهل أربيل في محافظة أربيل شمال العراق.